# 남가뢰
남가뢰(학명: Meloe proscarabaeus)는 가뢰과의 곤충이며 검은색에 약간 파란색이다. 벌에게 기생한다.

## 생태
애벌레는 엉겅퀴에서 꿀을 먹으러 온 뒤영벌, 꽃벌 등의 몸에 붙어서 벌의 집에 간다. 집에 도착한 남가뢰 애벌레들은 벌의 꿀과 벌의 알을 먹으면서 자라며, 7번의 허물을 벗고 어른벌레가 된다. 이는 생존을 위한 방법으로 벌의 집에 가지 못하거나, 도착했다고 해도 먹지 못하면 죽는다. 어른벌레는 초식곤충이다. 이들이 뒤영벌에 기생하여 번식하는 생태와 변태는 프랑스의 곤충학자 장 앙리 파브르에 의해 연구되어 곤충기에 언급되었다. 독성을 가지고 있어서 위급한 상황에서 다리마디 사이로 칸타리딘이라는 독소를 뿜는다.
파브르 곤충기 완역본(올재 클래식스) 1권에 가뢰 애벌레가 과변태(여러번 탈피)하며 성장하는 기록을 볼 수 있다. 1996년에 개봉된 다큐멘터리 영화 마이크로코스모스(microcosmos)에도 가뢰의 생활사가 나온다.
주홍색 애벌레는 알에서 깨어나자마자 꽃이나 풀줄기 위로 기어올라가서 단독 생활하는 뒤영벌이나 호박벌이 오기만을 기다린다. 벌이 찾아오면 등에 올라타서 숙주벌의 보금자리에 잠입하여 벌 애벌레를 잡아먹고 자라난다.
가뢰 성충은 쑥을 비롯하여 박새, 얼레지와 같은 풀을 먹고 체내에 칸타리딘 이라는 독성물질을 만들어낸다. 이 독액이 피부데 닿으면 화학적 화상을 입으므로 주의해야 한다. 예로부터 동서양을 막론하고 가뢰의 칸타리딘은 약재로 쓰거나 최음제로 이용해 왔다. 지금도 스페인파리(Spanish fly)라는 별칭으로 불리우며 마켓에서 판매되고 있다. 그러나 쌀 한 톨 정도의 양으로도 콩팥이 손상되어 죽을 수 있으므로 민간요업으로 쓰지 않도록 해야 한다.
한편 홍날개 암컷은 수컷이 칸다리딘을 혼수품으로 갖고 와야 교미를 허락한다. 수놈은 암놈의 환심을 사려고 가뢰에 매달려 괴롭히면서 방울방울 스며나오는 칸타리딘을 탈취하는 모습을 보여준다. 수컷은 더듬이에 있는 머리샘(Cephalic gland)에 칸타리딘을 저장하고 있다가 암놈을 만나면 촉각을 흔들고 부벼댄다. 암컷이 칸타리딘을 확인하고 먹을 수 있게 하는 행동이다. 알 속에 칸타리딘이 함유되어 있으면 천적이 기피하므로 세대를 이어가기 위한 생존전략이다.